# Baumstammkirsche

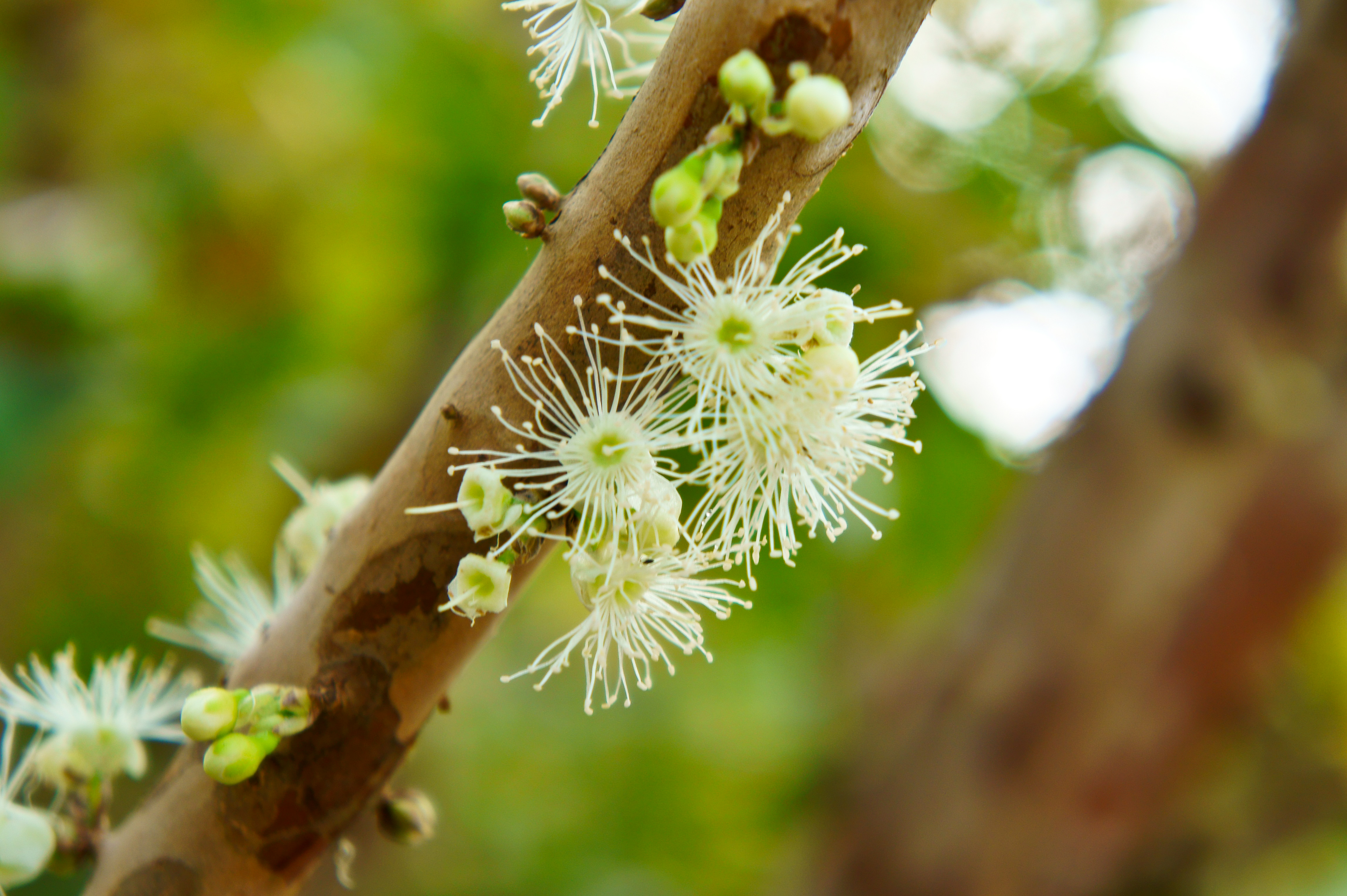
Blüten

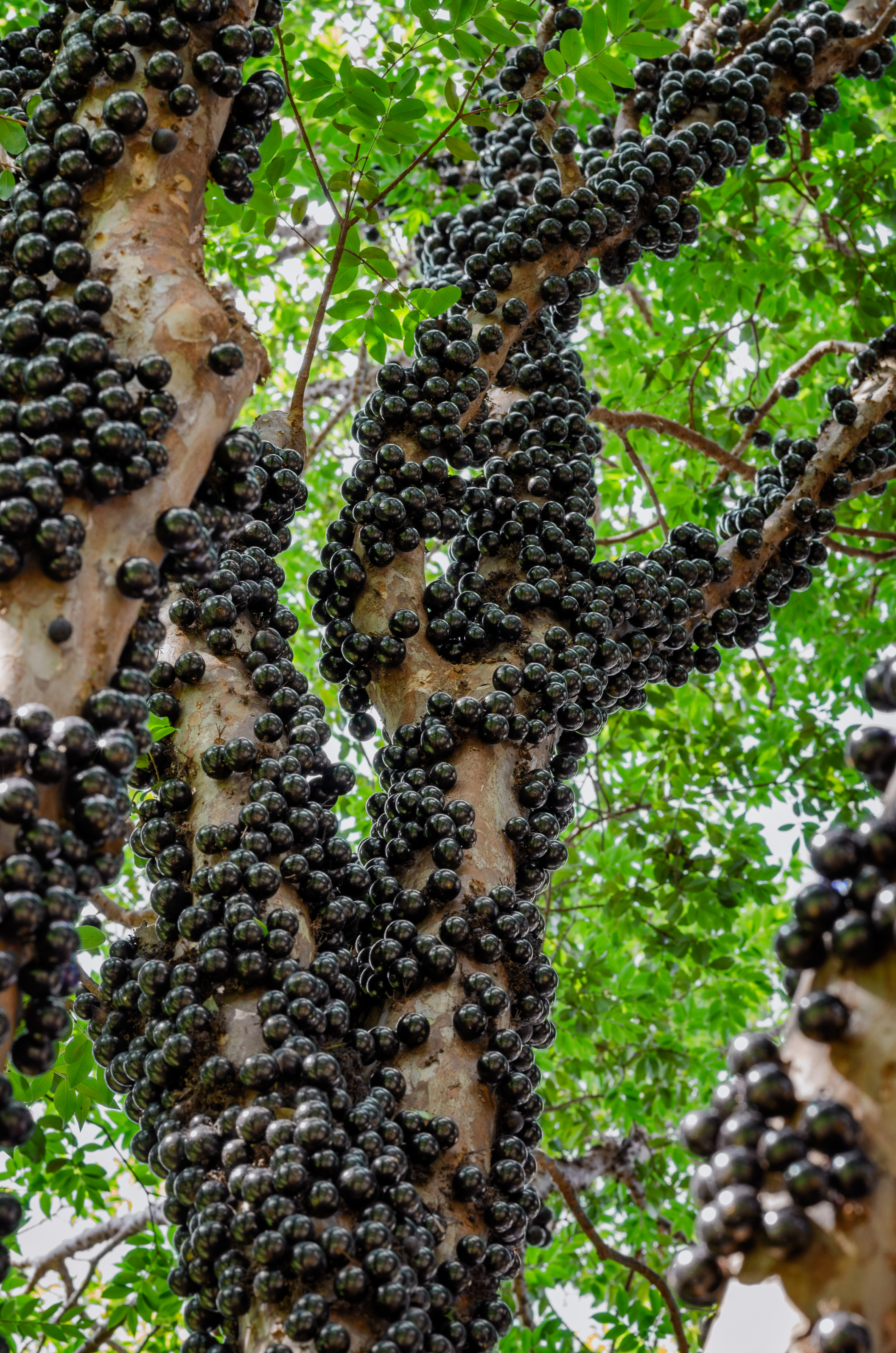
Früchte am Stamm

Plinia cauliflora oder die Baumstammkirsche, auch Jaboticaba, ist ein kleiner Baum in der Familie der Myrtengewächse aus dem östlichen bis südöstlichen Brasilien bis Argentinien und Paraguay sowie aus Bolivien.

## Beschreibung
Plinia cauliflora wächst als kleiner, oft mehrstämmiger und immergrüner, langsamwachsender Strauch oder Baum bis etwa 6–10 Meter hoch, selten etwas höher. Die glatte Borke ist abblätternd und orange-braun bis gräulich.
Die einfachen, kurz gestielten, ledrigen Laubblätter sind gegenständig und bis 4–8 Zentimeter lang. Die kurzen Blattstiele sind flaumig behaart. Die kahlen Blätter sind eiförmig bis elliptisch, ganzrandig und spitz bis zugespitzt.
Es werden kleine, stamm- oder astblütige, kurze und wenigblütige, büschelige Blütenstände gebildet. Sie sind von mehreren Tragblättern unterlegt. Die kleinen, zwittrigen Blüten sind vierzählig mit doppelter Blütenhülle. Es sind kleine Vorblätter vorhanden. Die Blüten sind fast sitzend bis kurz gestielt, weißlich und besitzen viele lange Staubblätter (45–60) die an einem becherförmigen Blütenboden sitzen. Der verwachsene Kelch reißt unregelmäßig auf. Die Petalen sind sehr früh abfallend. Der Fruchtknoten ist unterständig.
Es werden kleine, etwa 1,5–3,5 Zentimeter große, rundliche, schwarz-violette und glatte Beeren (Scheinfrucht) mit fester, zäher, feinstwärzlicher sowie glänzender Schale gebildet. Sie enthalten 1–4 Samen und haben leichte Blütenbecher- und Kelchreste an der Spitze. Das leicht durchscheinende Fruchtfleisch ist weißlich, saftig und gelatinös.

## Taxonomie
Die Erstbeschreibung des Basionyms Myrtus cauliflora erfolgte 1823 durch Carl Friedrich Philipp von Martius in Reise Bras. 1: 285. Die Neukombination zu Plinia cauliflora erfolgte 1956 durch Eberhard Max Leopold Kausel in Arkiv för Botanik (a. s.) 3: 508. Weitere Synonyme sind z. B. Myrciaria cauliflora (Mart.) O.Berg,
Myrciaria jaboticaba (Vell.) O.Berg, Myrtus jaboticaba Vell., Plinia jaboticaba (Vell.) Kausel u. a., wobei die Taxonomie umstritten ist.

## Verwendung
Die Früchte können roh gegessen, zu Gelees, Sirupen, Likör und Konfitüren verarbeitet oder zu Wein vergoren werden.